# Lijst van rijksmonumenten in Heeze
De plaats Heeze telt 31 inschrijvingen in het rijksmonumentenregister. Hieronder een overzicht.
| Object | Oorspronkelijke functie?  | Bouwjaar                                                        | Architect   | Locatie                | Coördinaten?                  | Nr.?   | Afbeelding                               |
| --- | ------------------------- | --------------------------------------------------------------- | ----------- | ---------------------- | ----------------------------- | ------ | ---------------------------------------- |
| Twee arbeiderswoningen zonder verdieping onder een zadeldak gedekt met pannen                                         | Woonhuis                  | tweede helft 19e eeuw en oudere fragmenten                      |             | Boschlaan 9            | 51° 23' 0" NB, 5° 34' 56" OL  | 21289  | Meer afbeeldingen                        |
| Nederlands hervormde kerk                                                                                             | Kerk en kerkonderdeel     | 1906                                                            |             | Kapelstraat 50         | 51° 22' 59" NB, 5° 34' 48" OL | 21291  | Meer afbeeldingen                        |
| Sint Victor | Industrie- en poldermolen | 1852                                                            |             | Leenderweg 14          | 51° 22' 27" NB, 5° 34' 30" OL | 21292  | Meer afbeeldingen                        |
| Boerderij van het Kempische langgeveltype, met stenen schuur                                                          | Boerderij                 |                                                                 |             | Strabrecht 4           | 51° 21' 32" NB, 5° 33' 51" OL | 21293  | Meer afbeeldingen                        |
| Boerderij van het Kempische langgeveltype                                                                             | Boerderij                 |                                                                 |             | Strabrecht 32          | 51° 21' 32" NB, 5° 33' 51" OL | 21294  | Meer afbeeldingen                        |
| Boerderij van het Kempische langgeveltype                                                                             | Boerderij                 |                                                                 |             | Strabrecht 46          | 51° 23' 9" NB, 5° 34' 47" OL  | 21295  | Meer afbeeldingen                        |
| Terrein waarin overblijfselen van prehistorische bewoning                                                             | Archeologisch monument    | jong-Palaeolithicum, Neolithicum en waarschijnlijk Mesolithicum |             |                        | 51° 23' 41" NB, 5° 31' 7" OL  | 45430  | Upload foto                              |
| Terrein waarin een grafheuvel                                                                                         | Archeologisch monument    | waarschijnlijk vroege- of midden Bronstijd                      |             |                        | 51° 22' 26" NB, 5° 31' 59" OL | 46003  | Upload foto                              |
| Terrein waarin funderingen van een kerk                                                                               | Archeologisch monument    | 13e eeuw en later                                               |             |                        | 51° 22' 9" NB, 5° 33' 24" OL  | 46004  | Upload foto                              |
| Terrein waarin de fundering van een kerk                                                                              | Archeologisch monument    | Late Middeleeuwen                                               |             |                        | 51° 22' 9" NB, 5° 33' 25" OL  | 502269 | Terrein waarin de fundering van een kerk |
| Oude kasteel Eymerick                                                                                                 | Kasteel, buitenplaats     | 15e/16e/17e eeuw                                                |             | Kapelstraat 25         | 51° 22' 52" NB, 5° 35' 18" OL | 515138 | Meer afbeeldingen                        |
| Kasteel Heeze | Kasteel, buitenplaats     | 1203 (eerste vermelding burcht) 1660-1665 (huidige kasteel)     | Pieter Post | Kapelstraat 25         | 51° 22' 52" NB, 5° 35' 14" OL | 515139 | Meer afbeeldingen                        |
| Kasteel Heeze: stalgebouwen                                                                                           | Bijgebouwen kastelen enz. | 1735                                                            |             | Kapelstraat bij 25     | 51° 22' 52" NB, 5° 35' 16" OL | 515140 | Meer afbeeldingen                        |
| Kasteel Heeze: tuin- en parkaanleg                                                                                    | Tuin, park en plantsoen   | voor 1665                                                       |             | Kapelstraat bij 25     | 51° 22' 52" NB, 5° 35' 14" OL | 515141 | Meer afbeeldingen                        |
| Kasteel Heeze: duiventoren                                                                                            | Tuin, park en plantsoen   | laat 18e eeuw                                                   |             | Kapelstraat bij 25     | 51° 22' 56" NB, 5° 34' 58" OL | 515142 | Meer afbeeldingen                        |
| Kasteel Heeze: ijskelder                                                                                              | Tuin, park en plantsoen   | 18e eeuw                                                        |             | Kapelstraat bij 25     | 51° 22' 53" NB, 5° 35' 27" OL | 515143 | Meer afbeeldingen                        |
| Kasteel Heeze: sluiswerken                                                                                            | Waterkering en -doorlaat  | eind 19e eeuw                                                   |             | Kapelstraat bij 25     | 51° 22' 53" NB, 5° 35' 25" OL | 515144 | Meer afbeeldingen                        |
| Kasteel Heeze: Tuinmans- of rentmeesterwoning                                                                         | Bijgebouwen kastelen enz. | ca. 1905                                                        |             | Boschlaan 10           | 51° 22' 55" NB, 5° 35' 17" OL | 515145 | Meer afbeeldingen                        |
| Kasteel Heeze: Nederzetting                                                                                           | Bijgebouwen kastelen enz. | ca. 1900                                                        |             | Boschlaan 20           | 51° 22' 48" NB, 5° 35' 41" OL | 515146 | Meer afbeeldingen                        |
| Kasteel Heeze: Jachthuis                                                                                              | Tuin, park en plantsoen   | ca. 1905                                                        |             | Boschlaan 31           | 51° 22' 54" NB, 5° 35' 38" OL | 515147 | Meer afbeeldingen                        |
| Kasteel Heeze: Bruggen over slotgracht                                                                                | Tuin, park en plantsoen   | ca. 1800 / 19e eeuw                                             |             | Kapelstraat bij 25     | 51° 22' 53" NB, 5° 35' 13" OL | 515148 | Meer afbeeldingen                        |
| Kasteel Heeze: Toegangshek nabij de duiventoren                                                                       | Tuin, park en plantsoen   | 19e eeuw                                                        |             | Kapelstraat bij 25     | 51° 22' 56" NB, 5° 34' 59" OL | 515149 | Meer afbeeldingen                        |
| Kasteel Heeze: Druivenkas                                                                                             | Tuin, park en plantsoen   | 19e eeuw                                                        |             | Kapelstraat 25         | 51° 22' 55" NB, 5° 35' 18" OL | 515150 | Upload foto                              |
| Boerderij van rode baksteen op rechthoekige grondslag onder afgeplat met rode muldenpannen gedek                      | Boerderij                 |                                                                 |             | Kapelstraat 29         | 51° 22' 57" NB, 5° 34' 50" OL | 515151 | Meer afbeeldingen                        |
| Hekwerken rond weilanden                                                                                              | Tuin, park en plantsoen   | eerste kwart 20e eeuw                                           |             | Kapelstraat bij 25     | 51° 22' 51" NB, 5° 35' 5" OL  | 515152 | Meer afbeeldingen                        |
| Sint-Martinuskerk | Kerk en kerkonderdeel     | 1932                                                            |             | Jan Deckersstraat 24   | 51° 22' 41" NB, 5° 34' 41" OL | 522675 | Meer afbeeldingen                        |
| Heilige Martinus en Heilige Agatha                                                                                    | Kerkelijke dienstwoning   | 1920                                                            |             | Jan Deckersstraat 22   | 51° 22' 41" NB, 5° 34' 41" OL | 522676 | Heilige Martinus en Heilige Agatha       |
| Herenhuis in eclectische stijl                                                                                        | Woonhuis                  | 1875-1900                                                       |             | Kapelstraat 120        | 51° 22' 48" NB, 5° 34' 40" OL | 522677 | Herenhuis in eclectische stijl           |
| Marie Louise | Woonhuis                  | 1900-1925                                                       |             | Kapelstraat 116        | 51° 22' 50" NB, 5° 34' 42" OL | 522678 | Meer afbeeldingen                        |
| Langgevelboerderij onder wolfdak, gedekt met riet en een voet van verbeterde grijs-rood genuanceerde Hollandse pannen | Boerderij                 | tweede helft 19e eeuw                                           |             | Kerkhof 13             | 51° 22' 11" NB, 5° 33' 28" OL | 522679 | Meer afbeeldingen                        |
| Dienstwoning van de stationschef                                                                                      | Dienstwoning              | 1913                                                            |             | Oude Stationsstraat 24 | 51° 22' 31" NB, 5° 34' 35" OL | 522680 | Dienstwoning van de stationschef         |